# Ostrów Wielkopolski
Ostrów Wielkopolski é um município da Polônia, na voivodia da Grande Polônia e no condado de Ostrów Wielkopolski. Estende-se por uma área de 41,90 km², com 71 947 habitantes, segundo os censos de 2019, com uma densidade de 1717 hab/km².